# إد كورتيس
إد كورتيس (بالإنجليزية: Ed Curtis)‏ هو صاحب متجر ‏ أمريكي، ولد في 29 أغسطس 1843، وتوفي في 6 أغسطس 1914.